# Zdeněk Košler
Zdeněk Košler (Praga, 25 de marzo de 1928 – 2 de julio de 1995) fue un director de orquesta checoslovaco, que desempeñó un papel importante en la vida musical checoslovaca de la segunda mitad del siglo XX, sobre todo durante las décadas de 1960 y 1980. Fue especialmente conocido como director de ópera.

## Vida
Košler nació en 1928 en Praga, en el seno de una familia de músicos. Su padre era miembro de la orquesta del Teatro Nacional de Praga y su hermano menor Miroslav era director de coro. Tras finalizar sus estudios en el Gymnasium, se matriculó en la Academia de Artes Escénicas de Praga, donde fue alumno de Karel Ančerl.

## Carrera
En 1948, siendo aún estudiante, comenzó a trabajar como répétiteur en el Teatro Nacional de Praga. En esa época empezó también a adquirir cierta experiencia con la batuta. En 1949 se incorporó a la Ópera de Olomouc donde dirigió obras de Leoš Janáček (El caso Makropulos) y de W. A. Mozart (Così fan tutte, Las bodas de Fígaro). En 1959 ganó el Concurso Internacional de Jóvenes Directores de Orquesta de Besanzón, Francia. En 1963 ganó el respetado Concurso de Dirección Dimitri Mitropoulos en Nueva York, junto con Claudio Abbado y el argentino Pedro Ignacio Calderón, tras lo cual se convirtió en director asistente de Leonard Bernstein en la Filarmónica de Nueva York durante un año.
De 1962 a 1964 Košler fue nombrado director del Teatro de la Ópera de Ostrava. Trabajó también con conjuntos y teatros de ópera extranjeros, dirigió la ópera de Richard Strauss Salomé en la Ópera Estatal de Viena, e interpretó el ciclo completo de las sinfonías de Dvořák con la Sinfónica de Viena. A finales de los años sesenta también fue director invitado en la Komische Oper Berlin. Fue contratado como segundo director de la Filarmónica Checa y se convirtió en director principal de la Ópera de Bratislava en 1971. De 1980 a 1984 dirigió también la orquesta del Teatro Nacional de Praga. Se jubiló en 1992.
Realizó numerosas grabaciones, entre ellas un grupo de obras de Mozart, Dvořák y Chaikovski en Barking Town Hall con la Orquesta Filarmónica de Londres. También realizó giras de conciertos por Austria, Estados Unidos y Canadá. Sus giras más frecuentes fueron a Japón, donde actuó con varias orquestas en treinta ocasiones.

## Discografía
- 2000 – Saint-Saëns: Concierto para piano n.º 2; Roussel: Concierto para piano; Poulenc: Concierto para dos pianos. Peter Toperczer, piano, Filarmónica Eslovaca (Naxos CD).